# Xerocomus
Genre
Xerocomus est un ancien genre de champignons de la famille des bolétacées.
Il regroupait des bolets à chapeau sec et à pores jaunes, moins trapus et de plus petite taille que les cèpes. Souvent issus du genre Boletus, ils y sont pour la plupart retournés ou ont rejoint de nouveaux genres.

## Liste des espèces du genreXerocomus
- Xerocomus chrysonemus
- Xerocomus griseo-olivaceus
- Xerocomus illudens
- Xerocomus lentistipitatus
- Xerocomus macrobbii

- Xerocomus nothofagi

- Xerocomus parvulus

- Xerocomus rufostipitatus
- Xerocomus scabripes
- Xerocomus silwoodensis
- Xerocomus squamulosus

Les 4 espèces en France à être restées dans le genre Xerocomus au sens strict sont les suivantes:
- Xerocomus chrysonemus
- Xerocomus ferrugineus
- Xerocomus silwoodensis
- Xerocomus subtomentosus

## Anciens taxons
Les principaux représentants de ce groupe étaient :
- le bolet bai (Xerocomus badius, maintenant Imleria badia)
- le bolet à chair jaune (Xerocomus chrysenteron, maintenant Xerocomellus chrysenteron)
- le bolet parasite (Xerotomus parasiticus, maintenant Pseudoboletus parasiticus)
- le bolet framboise (Xerocomus rubellus, maintenant Hortiboletus rubellus)
- le bolet abricot (Xerocomus armeniacus, maintenant Rheubarbariboletus armeniacus)